# کلید فرمان
کلید فرمان (به انگلیسی: Command key) ⌘، که همچنین با کلید اپل (به انگلیسی: Apple key) یک کلید اصلاحگر در صفحه کلید رایانه‌های آی‌مک است. این کلید در بسیاری از موارد، عملکرد آن مشابه با کلید کنترل در رایانه‌های شخصی غیر مک است و با ترکیب کلیدهای دیگر برای انجام اعمال مختلف در رایانه‌های اپل به کار می‌رود.